# Étang de Savoyard
L'étang de Savoyard est une lagune située à Saint-Pierre-et-Miquelon. Il est situé dans le sud-ouest de l'île Saint-Pierre, entre la pointe de Savoyard à l'ouest et la pointe du Diamant au sud.